# Andrzej Lesicki
Andrzej Lesicki (ur. 8 października 1950) – polski biolog, zoolog, malakolog, doktor habilitowany nauk biologicznych, profesor nadzwyczajny Uniwersytetu im. Adama Mickiewicza w Poznaniu. W latach 2008–2016 prorektor ds. kadry i rozwoju UAM, natomiast w latach 2016–2020 – rektor tego uniwersytetu.

## Życiorys
Ukończył I LO im. Karola Marcinkowskiego w Poznaniu (1968). Studia z biologii w zakresie zoologii ukończył z wyróżnieniem na poznańskim UAM w 1973, gdzie następnie został zatrudniony i zdobywał kolejne awanse akademickie. Stopień doktorski uzyskał w 1981 na podstawie rozprawy pt. „Hormonalna regulacja aktywności fosfofruktokinazy i kinazy pirogronianowej w wątrobotrzustce i mięśniu odwłokowym raka Orconectes limosus Raf”. Habilitował się w 1994 na podstawie oceny dorobku naukowego i rozprawy „Fosfofruktokinaza i kinaza pirogronianowa w tkankach skorupiaków i owadów”. W 1995 został profesorem nadzwyczajnym.
W ramach UAM pracował kolejno w Zakładzie Fizjologii Zwierząt (1973–2003), następnie Zakładzie Cytologii i Histologii (2003–2005), a od 2005 jako profesor nadzwyczajny i kierownik Zakładu Biologii Komórki w Instytucie Biologii Eksperymentalnej Wydziału Biologii UAM.
Od 1994 jest członkiem Stowarzyszenia Malakologów Polskich (kolejno: członek założyciel, skarbnik, wiceprezes i prezes). Redaktor naczelny czasopisma naukowego „Folia Malacologica” wydawanego przez SMP, a także półrocznika „Biological Letters” wydawanego przez Poznańskie Towarzystwo Przyjaciół Nauk i Wydział Biologii UAM. W latach 1998–2003 należał do Polskiego Towarzystwa Zoologicznego, zaś od 2010 jest członkiem Freshwater Biological Association.
Zagraniczne staże naukowe odbył na Uniwersytecie Oksfordzkim (czerwiec-lipiec 1984) oraz w latach 1997–2001 (kilkukrotne krótkie pobyty) w University of Luton (UK) i Hochschule Vechta (Niemcy).
W latach 1996–2002 prodziekan, a następnie (2002–2008) dziekan Wydziału Biologii UAM. W latach 2008–2016 prorektor Uniwersytetu im. Adama Mickiewicza w Poznaniu, a od września 2016 do 2020 – rektor. 
W 2014 ukończył podyplomowe studia MBA prowadzone przez UAM i Uniwersytet Ekonomiczny w Poznaniu.
4 kwietnia 2016 roku wybrany na rektora UAM w kadencji 2016–2020.

## Praca badawcza
W pracy badawczej zajmuje się takimi zagadnieniami jak:
- regulacja metabolizmu cukrowców w tkankach zwierząt bezkręgowych (skorupiaków, owadów, mięczaków)
- struktura i funkcje błon komórkowych, w szczególności białek receptorowych (receptor nikotynowy) i kanałowych (akwaporyny)
- badania nad receptorem nikotynowym dotyczące m.in. mechanizmu uzależnienia od nikotyny
- wykorzystanie technik biologii molekularnej dla identyfikacji gatunków płucodysznych ślimaków wodnych i lądowych
- ekologia fizjologiczna zwierząt

Współautor opracowania „Malakologia polska – historia, stan obecny, perspektywy (2000–2014)” (wraz z B. Pokryszko, T. Maltzem, wyd. 2014, ISBN 978-83-7986-030-2).

## Wyróżnienia i nagrody
Wyróżniony m.in. srebrnym medalem "Labor omnia vincit" Towarzystwa im. Hipolita Cegielskiego za krzewienie idei pracy organicznej oraz statuetką "Honorowego Hipolita". Ponadto otrzymał m.in. szereg nagród rektorskich oraz nagrodę MEN za habilitację.
W związku ze stuleciem istnienia Uniwersytetu Poznańskiego (1919–2019) Międzynarodowa Unia  Astronomiczna nadała planetoidzie o numerze 82937 nazwę „Lesicki".

## Życie prywatne
Syn Tadeusza (1920–2014) i Anny z domu Rymorz (1923–1979). Żonaty z Urszulą. Ma dwójkę dzieci oraz dwie wnuczki.